# Réseau de substitution-permutation

Représentation d'un réseau de substitution-permutation en 3 rounds avec le texte en clair (noté PLAINTEXT), la clé de chiffrement (notée KEY) et le texte chiffré (noté CIPHERTEXT).

En cryptographie, un réseau de permutation-substitution (SPN en anglais) est une architecture utilisée dans les chiffrements par bloc comme l'AES. Elle consiste en une série de transformations sur le bloc en clair en entrée pour produire un bloc chiffré en sortie. 
Le réseau comprend des boîtes de substitution, les S-Boxes, et des boîtes de permutation, les P-Boxes. Ces opérations sont conçues de manière à être efficaces, éventuellement sur du matériel dédié. Elles font souvent appel aux opérations bit à bit. Les transformations doivent être résistantes à la cryptanalyse. Les S-Boxes sont les éléments les plus sensibles. Certains critères de sécurité sont requis, par exemple, changer un bit en entrée d'une boîte de substitution doit conduire à un changement d'environ la moitié des bits en sortie. De plus, chaque bit de sortie doit dépendre des bits en entrée. Chaque bit ne doit pas non plus dépendre linéairement des bits en entrée pour au moins une S-Box. 
Les boîtes de permutation servent à permuter les bits entre les entrées des substitutions. Le chiffrement se décompose en tours analogues, et à chaque tout une clé intermédiaire est habituellement combinée avec le résultat via un XOR ou toute autre opération adéquate.